# Weberstraße (Lübeck)

Die Lage der Weberstraße (rot markiert)

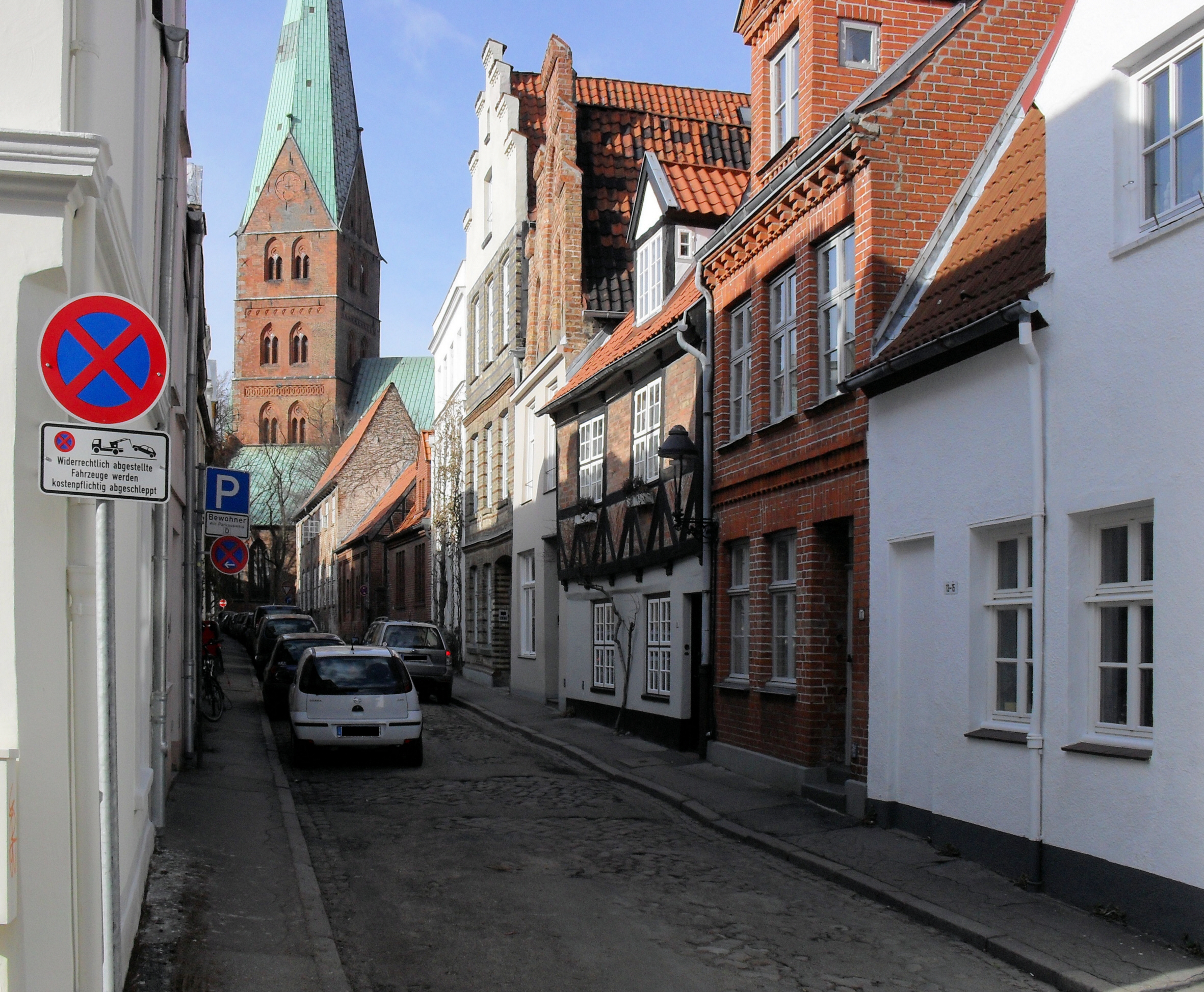
Die Weberstraße (2010); im Hintergrund die Aegidienkirche

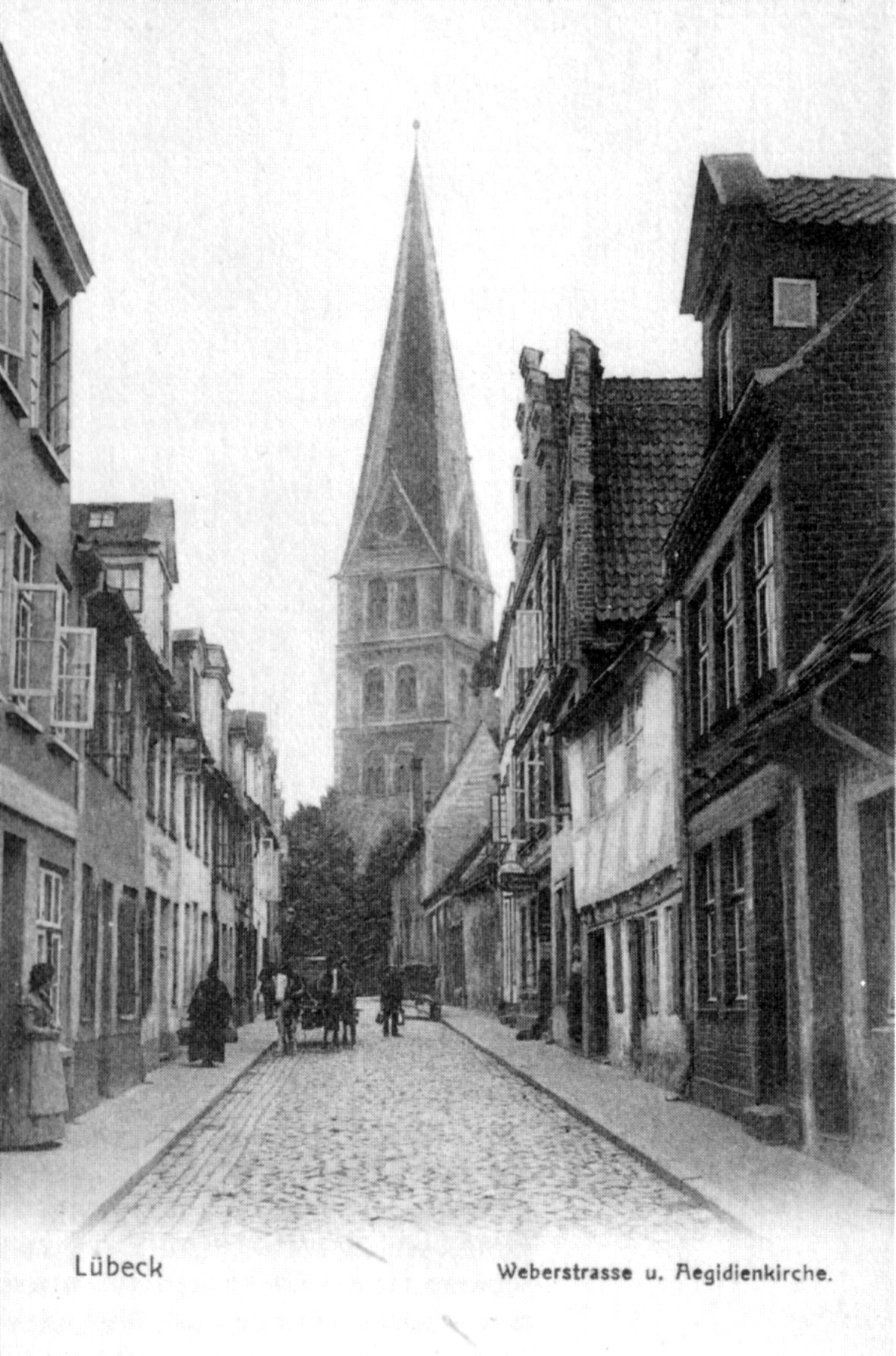
Die Weberstraße im Jahre 1900

Die Weberstraße ist eine Straße der Lübecker Altstadt.

## Lage
Die etwa 170 Meter lange Straße befindet sich im südöstlichen Teil der Altstadtinsel (Johannis Quartier). Sie beginnt an der St.-Annen-Straße, gegenüber der Einmündung der Schildstraße am Fuß der St. Aegidien-Kirche. Nach Kreuzung der Straße An der Mauer endet sie stumpf am Ufer des Krähenteichs.

## Geschichte
Die Weberstraße ist 1302 unter der lateinischen Bezeichnung Platea Textorum erstmals urkundlich belegt, abgeleitet von den hier ansässigen Tuchmachern und anderen stoffverarbeitenden Handwerkern. 1359 ist der niederdeutsche Name Weverstrate verzeichnet, 1458 Wulvesstrate. Der heutige Name ist seit 1852 amtlich festgelegt.
Beim Luftangriff auf Lübeck am 29. März 1942 wurde die Weberstraße nicht in Mitleidenschaft gezogen und weist daher noch heute eine geschlossene historische Bebauung bescheidener Handwerkerhäuser aus mehreren Jahrhunderten auf.

## Bauwerke
- Weberstraße 6, auf das Jahr 1494 zurückgehendes klassizistisches Haus von 1804
- Weberstraße 7, auf die 2. Hälfte des 13. Jahrhunderts zurückgehendes Renaissance-Haus
- Weberstraße 8, auf das 15. Jahrhundert zurückgehendes klassizistisches Haus
- Weberstraße 9, Fachwerkhaus des 17. Jahrhunderts
- Weberstraße 11, etwa auf das Jahr 1300 zurückgehendes Haus des Historismus von 1859
- Weberstraße 12, auf das 15. Jahrhundert zurückgehendes frühklassizistisches Haus von 1792
- Weberstraße 14, auf das 15. Jahrhundert zurückgehendes klassizistisches Haus von 1800
- Weberstraße 16, auf das 15. Jahrhundert zurückgehendes klassizistisches Haus
- Weberstraße 18, auf das 15. Jahrhundert zurückgehendes klassizistisches Haus von 1790
- Weberstraße 24, auf das 15. Jahrhundert zurückgehendes klassizistisches Haus von 1798
- Weberstraße 30, auf das 15. Jahrhundert zurückgehendes klassizistisches Haus